# Bogohl 8
Bombengeschwader der Obersten Heeresleitung Nr. 8 - Bogohl 8 - dywizjon bombowy lotnictwa niemieckiego Luftstreitkräfte z okresu I wojny światowej. 

## Informacje ogólne
Jednostka została utworzona formalnie w 15 kwietnia 1918 roku w wyniku reorganizacji wcześniej istniejących jednostek. Jednostka została utworzona jako jednostka bombowa i składała się z trzech eskadr Bomberstaffel 25, Bomberstaffel 26 (utworzonej 15 marca 1918 w Fliegerersatz Abteilung Nr. 1b), Bomberstaffel 27 (utworzonej w Fliegerersatz Abteilung Nr. 2b 15 kwietnia 1918). W jednostce służył Franz-Zeno Diemer, Otto Creutzmann - późniejszy as myśliwski Jagdstaffel 43 i Jagdstaffel 46. Jednostka latała między innymi na samolotach AEG G.IV.